# Hans-Hendrik Grimmling

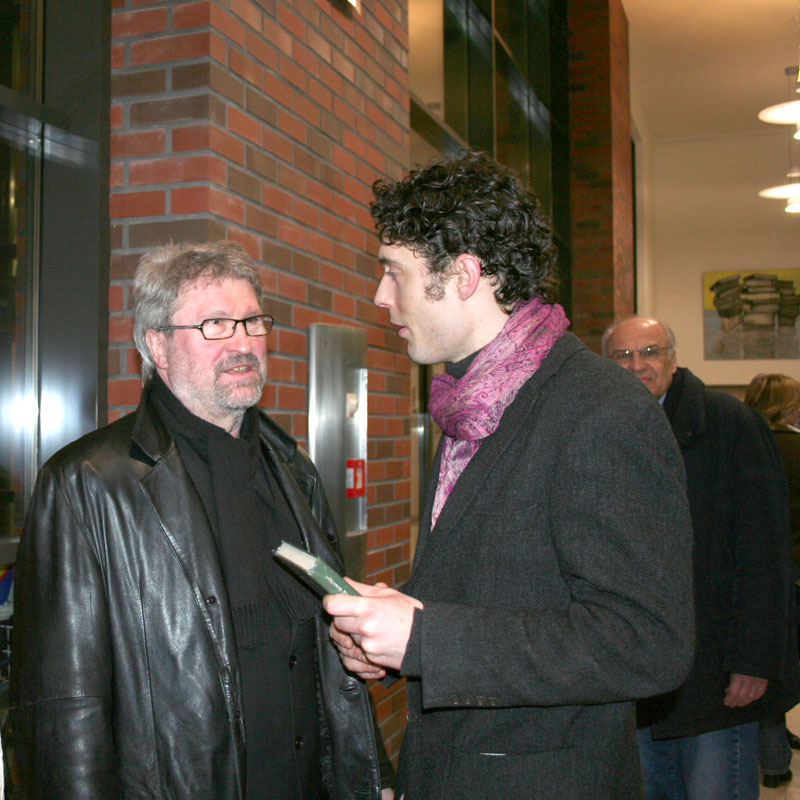
Hans-Hendrik Grimmling (l.)

Hans-Hendrik Grimmling (* 13. Juli 1947 in Zwenkau) ist ein deutscher Maler. Von 2006 bis 2017 lehrte er als Professor an der Berliner Technischen Kunsthochschule.

## Leben
Hans-Hendrik Grimmling war nach Abitur und Wehrdienst in der Nationalen Volksarmee (NVA) zunächst als Transportarbeiter, Bühnenarbeiter und Bühnenbildassistent tätig. Ab 1969 studierte er an der Hochschule für Bildende Künste Dresden, ein Jahr später wechselte er an die Hochschule für Grafik und Buchkunst Leipzig. Dort war er u. a. Schüler bei Werner Tübke und Wolfgang Mattheuer. Nach dem Diplom 1974 war Grimmling drei Jahre lang Meisterschüler bei Gerhard Kettner an der Hochschule für Bildende Künste Dresden. Danach arbeitete er freischaffend als Maler in Leipzig.
Im Jahr 1984 war Grimmling im Künstlerkreis „Tangente“ Mitinitiator des legendären 1. Leipziger Herbstsalons, einer halblegalen Ausstellung im Messehaus am Markt in Leipzig, die von den Kulturfunktionären der DDR als „konterrevolutionär“ eingestuft wurde. Die Konsequenz und Folge war, dass drei Maler des „Herbstsalons“ die DDR verließen: Günter Firit, H.-H. Grimmling und Lutz Dammbeck.
Grimmling reiste 1986 mit seiner Familie nach West-Berlin aus, wo er seither lebt und arbeitet. Ab 2001 war er Dozent an der Berliner Technischen Kunstschule, die er 2006 gemeinsam mit Matthias Leupold u. a. zur Berliner Technischen Kunsthochschule entwickelte und an dieser bis 2017 als Professor lehrte.
Grimmling arbeitet in seinen Ateliers in Berlin und Fürstenwalde und zeigt seit 2020 eigene Filmnotizen als Ateliergespräche auf dem Youtube-Kanal „Der Käfig ist offen“ (Kamera/Realisation Joachim Jäckel). 2008 veröffentlichte er seine Autobiographie "Die Umerziehung der Vögel" (mit Doris Liebermann, Mitteldeutscher Verlag).

## Werk
Beeinflusst von Lehrern und dem Umfeld der Hochschule für Grafik und Buchkunst Leipzig suchte Grimmling schon in den frühen 1970er Jahren nach einer künstlerischen Haltung und malerischen Ausdrucksmöglichkeiten, die sich den propagandagestützten Wirkmustern der Leipziger Schule entzogen, sich von ihnen unterschieden und distanzierten. Die figurative Lesbarkeit seiner Bildfindungen sollte durch möglichst formstärkere, tektonische Abstraktionen ohne das „Literarische“, das „Erzählerische“ auskommen und seine Malerei „freier“ werden. Für Grimmling waren in den 1980er Jahren Experimente und Projekte im Freundeskreis des 1. Leipziger Herbstsalons Inspiration und Probe auf die eigene Veränderbarkeit, auch in der zu eng gewordenen DDR (nach zwei Ausstellungsschließlungen und unzähligen Ablehnungen von Reiseanträgen ins westliche Ausland).
Nach der Ausreise nach West-Berlin 1986 galt dem Neuanfang eine losgelöstere Malerei, dem Ausdruck von Freiheitsgefühl eine gestischere, abstraktere Handschrift. Ab 2000 fanden diese Bildfindungen ihre Höhepunkte in den Zyklen „Deutscher Alltag“ mit stark reduzierter Formen- und Farbsprache (schwarz, rot, gelb). In den Folgejahren verwob Grimmling in seinen Formgeflechten zunehmend wieder figürliche Adaptionen.
Seine Malerei bestimmen zeitlose Metaphern. Grimmling beschreibt Erinnerung wie Gegenwart mit
Symbolen aus „Vogel“, „Knoten“, „Kreuz“ und „Segel“, „Kopf, Hand, Fuß“. Von formstarker Rhythmik geprägt, bei deutlicher Dominanz der Farbe Schwarz, gehört sein Werk zu den großen Positionen der europäischen Avantgarde. Zeigten seine frühen, in Leipzig entstandenen Bilder Gestürzte, Eingesperrte, Gequälte, Gestolperte, Menschen mit schwarzen Flügeln und Schwarze Vögel, so sind es heute immer noch dramatisch ineinander verknotete Formen, Körperteile vom Menschen, von Vögeln und Engeln, die sich verhängnisvoll verfangen in Kreuz und Segel.

## Ausstellungen (eine Auswahl seit 2000)
- Marburg, Galerie Schmalfuß[3]
- Chemnitz, Galerie Weise[4]
- Brandenburg, Kunsthalle Brennabor
- Potsdam, Galerie Sperl / Galerie Kunstraum
- Jena, Kunstsammlung im Stadtmuseum
- Berlin, Saarländische Galerie am Festungsgraben
- Berlin, Guardini Galerie
- Bonn, Deutsche Forschungsgemeinschaft und Wissenschaftszentrum
- Celle, Galerie im Haesler Haus
- Concepción (Chile), Pinacoteca
- Lübeck, St.-Petri-Kirche
- Berlin, Kirche am Hohenzollernplatz
- Berlin, Landesvertretung Thüringen
- Potsdam, SperlGalerie[5]
- Dresden, Galerie Utz
- Luckenwalde, Kunsthalle Vierseithof
- Röderhof, Kunstverein
- Leipzig, Galerie Barthels Hof
- Schwerin, Dom zu Schwerin
- Berlin, Galerie Giesler
- Potsdam, Galerie im Waschhaus
- Burgk, Schloss Burgk
- Bodenburg, Stiftung Kunstgebäude Schlosshof Bodenburg
- Chemnitz, Kunstsammlungen Chemnitz

2011 - 2024
- Berlin und Marburg - Galerie Schmalfuss - Galerie Schultz; Chemnitz - Galerie Weise; Potsdam - Galerie Sperl
- Chemnitz - Kunstsammlungen am Theaterplatz
- Dresden - art'otel
- Berlin - Vertretung des Freistaates Sachsen beim Bund
- Frankfurt/Oder - Brandenburgisches Landesmuseum für moderne Kunst (mit Werken von Eduardo Chillida)
- Lutherstadt Wittenberg - Altes Rathaus
- Gersdorf - Albrecht-Mugler-Stiftung
- Magdeburg - Kunstmuseum Kloster Unser Lieben Frauen

## Museen und öffentlichen Sammlungen mit Werken Grimmlings (unvollständig)
- Altenburg, Lindenau-Museum
- Berlin, Berlinische Galerie[6]
- Berlin, Kupferstichkabinett
- Berlin, Stiftung Kunstforum der Berliner Volksbank
- Berlin, Kunstsammlung im Willy-Brandt-Haus
- Chemnitz, Neue Sächsische Galerie
- Concepción (Chile), Pinacoteca
- Cottbus, Brandenburgisches Landesmuseum für moderne Kunst
- Dresden, Kupferstichkabinett
- Frankfurt (Oder), Museum Junge Kunst
- Halle, Kunstmuseum Moritzburg
- Halle, Sammlung Landesmuseum
- Leipzig, Museum der Bildenden Künste
- Marburg, Universitätsmuseum für Bildende Kunst
- Maulbronn, Kunstsammlung Heinrich[7]
- Sangerhausen: Mansfeldgalerie im Kreisarchiv Sangerhausen[8]
- Schwerin, Staatliches Museum Schwerin

## Ausstellungskataloge und Publikationen
- Von der Wolkenbrücke, 12 Lithographien zu eigenem Gedicht, Selbstverlag, Leipzig 1973
- Grimmling - Schwandt - Friedel, Malerei - Grafik. Staatliches Lindenau-Museum Altenburg, Galerie Berlin, Galerie am Boulevard Rostock 1979
- Les oiseaux, Ausstellungskatalog, Galerie Arkade, Berlin 1980
- Hviesdoslav: Mit dem Olivenzweig kehr bei uns ein, mit drei Grafiken von Hans-Hendrik Grimmling, Leipzig 1983
- 1. Leipziger Herbstsalon. Ausstellung von Malerei - Grafik - Plastik vom 10. November bis 7. Dezember 1984 im Messehaus am Markt Leipzig, mit Lutz Dammbeck, Günter Firit, Frieder Heinze, Günther Huniat, Olaf Wegewitz, Mogollon-Produktion Leipzig 1984
- Sperrungen, Malerei und Zeichnungen im Marburger Universitätsmuseum 1987, Galerie Bodo Niemann, Berlin 1987
- Friedel / Grimmling: Markierung Metamorphosen. Malerei, Grafik, Installation. Kunstverein Oldenburg 1988
- Es ist die Passion des Ganzbleibens, Fotos Stefanie Ketzscher, Galerie Steinbrecher Bremen 1990
- Erdungen II. Malerei - Zeichnungen 1989 - 1992, Staatliches Lindenau-Museum Altenburg 1992
- Die Wucht der Bilder, anlässlich der Ausstellung "Hans-Hendrik Grimmling. Die Wucht der Bilder", Museum Junge Kunst, Frankfurt/Oder 1997, hrsg. von Lutz Fiebig und Andreas Hüneke, Ostfildern-Ruit 1997, ISBN 3-7757-0673-9 (Ausstellungskatalog, Ausstellung auch im Kunstverein Bayreuth, Galerie am Fischmarkt Erfurt, Ausstellungszentrum im Krochhaus Leipzig, Museum Unser Lieben Frauen Magdeburg, Leonhardi-Museum Dresden, Universitätsmuseum Marburg)
- Herbstballade : Bilder von Deutschland, anlässlich der Gründung der Stiftung St. Matthäus im Kulturforum Berlin 1999, hrsg. von Matthias Meyer-Zydra, Calbe 1999
- 1:1, Künstlerbuch, Begleitbuch zu den Ausstellungen in der Galerie im Waschhaus Potsdam, im Museum Schloss Burgk und in der Galerie Brigitte Utz Dresden 2000
- Das Auge gibt dem Körper Licht. Tafelbilder von Hans-Hendrik Grimmling, Lichtbilder von Manfred Paul, Ausstellungskatalog, Schwerin 2001
- Im Koffer nur Steine, Jürgen Hultenreich (Text) und Hans-Hendrik Grimmling, Edition Mariannenpresse Berlin 2004
- Argonauten, hrsg. von Harald-Alexander Klimek, Corvinus-Presse Berlin 2004
- Nachdenken über Leipzig, hrsg. von Thomas Mayer, Leipzig 2005
- Grimmling. Sechsmalzehn. Ausstellungskatalog, Sperl Galerie und Kunstraum Potsdam 2007
- Meine Träume sind schwarzweiß. Malerei und Zeichnungen, anlässlich der gleichnamigen Ausstellung im Stadtmuseum Jena, Jena 2007
- Der Maler am Fluß, in: Peter Herrmann: Malerei, Frankfurt (Oder) 2007
- Die Umerziehung der Vögel. Ein Malerleben (mit Doris Liebermann), Halle: Mitteldeutscher Verlag, 2008, ISBN 978-3-89812-543-7; auch als Hörbuch, 2 CDs, Halle, Mitteldeutscher Verlag 2010
- Hans-Hendrik Grimmling. Es ist immer noch die Passion vom Ganzbleiben, hrsg. Kunsthalle Brennabor, Red. Stefanie Ketzscher, 2009
- Zwischenhalt 2014, eine Ausstellung des Kunstvereins Bad Salzdetfurth e. V., hrsg. von Hans-Werner Kalkmann, Bodenburg 2014, ISBN 978-3-922805-08-3 (Ausstellungskatalog)
- Grimmling. Position, Potsdam 2016 (und Kunstmuseum Chemnitz)
- Im siebten Raum, Arbeiten 2015 - 2017. Katalog zur gleichnamigen Ausstellung in der Sperl Galerie Potsdam 2017
- Hans-Hendrik Grimmling. Malerei von 1978 bis 2024. Mit Texten von Annegret Laabs und Christoph Tannert, Deutscher Kunstverlag Berlin 2025

Im Film
- Lutz Dammbeck: 1. Leipziger Herbstsalon, Lutz Dammbeck Filmproduktion 1984/2006
- Lutz Dammbeck: Der Maler kam aus fremdem Land, Cinecentrum Hamburg für den SWF, Baden-Baden und den WDR, Köln 1988
- André Meier: Abgehangen und vergessen. Kunst aus der DDR, ORB 1994
- Gabriele Denecke: Die Wucht der Bilder, ORB, MDR artour, 3Sat 1997
- Michael Brandt: Der Meister und sein ungehorsamer Schüler. Wolfgang Mattheuer und Hans-Hendrik Grimmling. MDR, 7. April 2002
- Meinhard Michael: Existenzielle Dramen im Bild, MDR artour, 27. September 2024

Im Hörfunk
- Doris Liebermann: Der Maler des verlorenen Grün. Ein Portrait des Künstlers H.-H. Grimmling. Deutschlandfunk, 10. Dezember 2004, 45 min.
- Doris Liebermann: Die Umerziehung der Vögel. Portrait des Malers Hans-Hendrik Grimmling. MDR, 7. Juli 2007, 25 min.

Sekundärliteratur
- Dörte Döhl, Arnulf Siebeneicker: Hans-Hendrik Grimmling. Die Freuden der Fröhlichen. Auftraggeber: VEB Leichtmetallwerk Rackwitz. In: Monika Flacke: Auftrag: Kunst. 1949–1990. Bildende Künstler der DDR zwischen Ästhetik und Politik. Deutsches Historisches Museum 1995; ISBN 978-3-7814-0380-2, S. 268–276

- Uta Grundmann / Susanna Seufert: Die Einübung der Außenspur. Die andere Kultur in Leipzig 1971-1990, Leipzig 1996
- Jürgen K. Hultenreich: Drei Reden über Hans-Hendrik Grimmling, Röderhof 2002
- Uta Grundmann / Klaus Michael / Susanna Seufert: Revolution im geschlossenen Raum. Die andere Kultur in Leipzig 1979-1990, Leipzig 2002
- Doris Liebermann: Geduld, dulden, Ungeduld …. Der „1. Leipziger Herbstsalon“ 1984. In: Deutschland Archiv, 4/2005, S. 614–625
- Doris Liebermann: Argonaut. Ikarus. Gordischer Knoten. In: Deutschland Archiv, 3/2007, S. 502–510.
- Doris Liebermann: Grimmlings Mauerbilder. In: Horch und Guck, 19. Jg., Heft 69 (3/2010), S. 46–49
- Der gespenstische Gang der Dinge. In: Berliner Zeitung, 27. Januar 2007
- Michael Zajonz: Ein Leben in Schwarz. In: Tagesspiegel. 1. April 2008 (Online).
- Hannelore Offner: Der Schwarzmaler. In: Rheinischer Merkur, 13. November 2008
- Doris Liebermann: „Ich begreife nur den Menschen, der stürzt“, Osteuropäische Einflüsse in Hans-Hendrik Grimmlings Werk. In: Osteuropa, 59 (2009), 2-3, S. 271–282
- Grimmling, Hans-Hendrik. In: Dietmar Eisold (Hrsg.): Lexikon Künstler in der DDR. Verlag Neues Leben, Berlin 2010, ISBN 978-3-355-01761-9, S. 279/280
- Kurzbiografie zu: Grimmling, Hans-Hendrik. In: Wer war wer in der DDR? 5. Ausgabe. Band 1. Ch. Links, Berlin 2010, ISBN 978-3-86153-561-4.
- Doris Liebermann: Ein Piratenstück. Der 1. Leipziger Herbstsalon 1984, seine Vorgeschichte und seine Protagonisten, Halle 2015
- Rainer Jork / Günther Knoblauch (Hg.): Zwischen Humor und Repression – Studieren in der DDR: Zeitzeugen erzählen, Halle 2017
- Andreas Hüneke: Das Friedensfest in der Potsdamer Nikolaikirche 1985. Dokumentation einer Kunstinstallation und ihre Vorgeschichte, Potsdam 2017
- Felice Fey: Verschwiegene Kunst: Die internationale Moderne in der DDR, Berlin und München 2020
- Leipziger DDR-Wandbild bekommt zweites Leben an Neubaufassade, Leipziger Volkszeitung, 10. November 2023[9]